# 易贡藏布

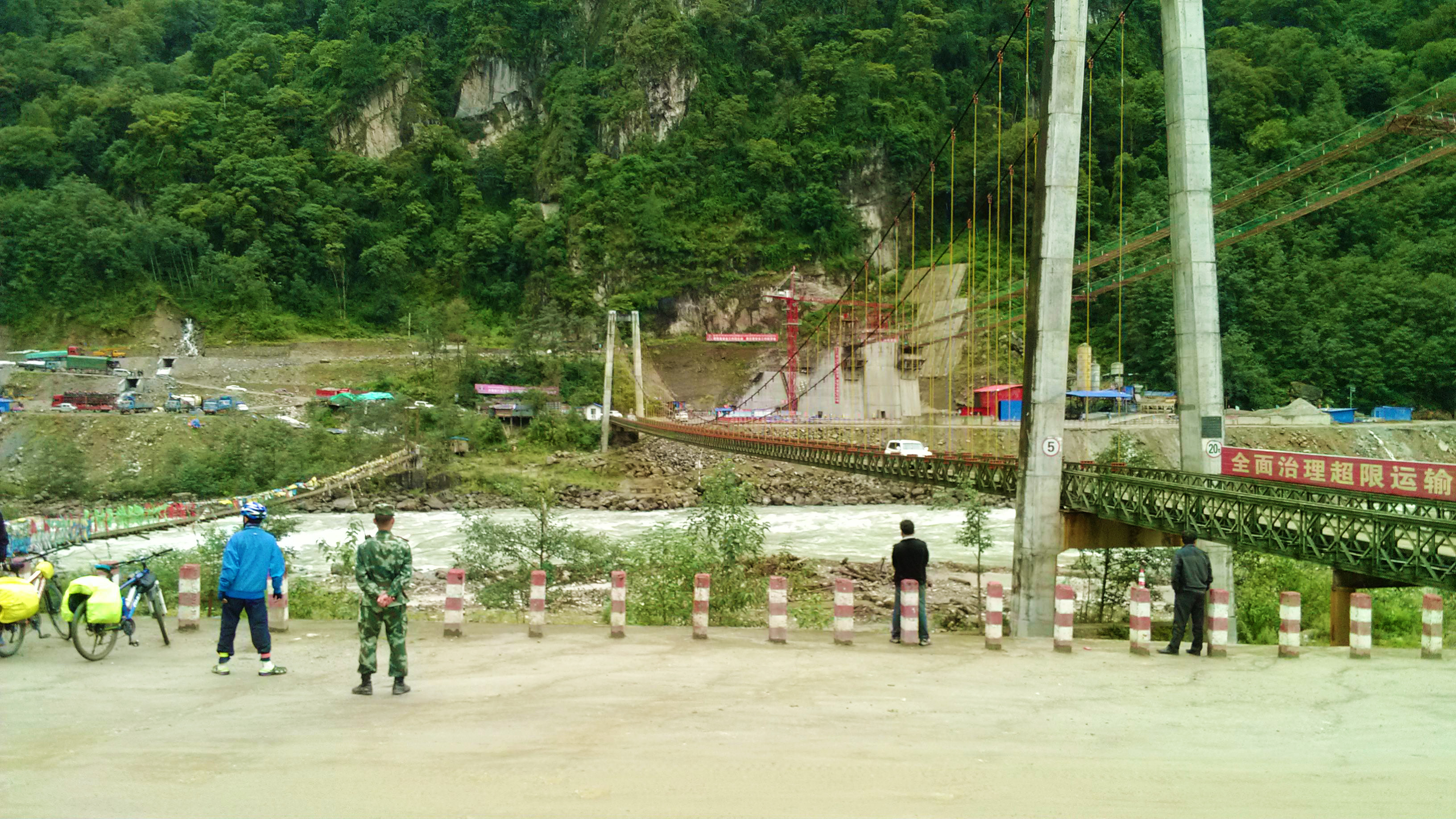
河口附近的通麦大桥。

易贡藏布（藏語：ཡིད་འོང་གཙང་པོ，威利转写：yid 'ong gtsang po，THL：Yiong Tsangpo）位于中华人民共和国西藏自治区东部，是帕隆藏布右岸支流。源头称程雄曲，发源于嘉黎县阿扎镇雀隆村西北沃布尔沃玛附近，蜿蜒向东南流，经嘉黎县城，过阿扎村后称秀达曲，进入峡谷地带，在兴咔以东，左纳松曲后又称哈仁曲，在忠玉乡江巴东南左纳夏曲（霞曲）后称尼屋藏布，之后流入波密县境内，干流东南流过波密县八盖乡雄吉村后始称“易贡藏布”，继续东南流经易贡乡、易贡错后，在通麦转西南流，过318国道上的通麦大桥后汇入帕隆藏布。河长286千米，流域面积13533平方千米，落差3070米。年均径流量约135亿立方米。河口多年径流量145亿立方米。
易贡藏布流域内交通不便，偏僻山区仅有人行便道，跨越河流仅靠溜索和简易吊桥。河源区气候寒冷，多雪灾，冰碛地貌发育。上游段河谷宽窄相间，宽谷段水流平缓，阶地发育，峡谷段水流湍急，两岸谷坡陡峻；中游河谷深切，水流湍急；下游河谷宽窄相间，以峡谷地貌为主。易贡藏布中下游地带原始森林广布，植被茂密。下游易发生山体崩塌滑坡、泥石流等自然灾害，是雅鲁藏布大峡谷自然保护区的一部分，还建有易贡国家地质公园。

## 2000年易贡山体滑坡
2000年4月9日，易贡藏布下游左岸的扎木弄沟发生特大型山体崩塌滑坡，堆积物总量约3亿立方米，阻塞易贡藏布，导致易贡错水位持续上涨62天，6月10日堆积体溃决，溃决时最大洪峰流量约12.4万立方米每秒，造成重大损失。之后易贡错基本消失，形成一片网状河道，多汊流和江心洲。

## 水电开发规划
易贡藏布水能资源理论蕴藏量454万，国电集团规划在忠玉至易贡河段六级开发：忠玉、亚龙、日卡、八盖、朗采、夏曲，共382万千瓦，年发电量191.28亿千瓦时。其中忠玉为年调节水库。其余5级为径流式水电站。